# João de Gales
João de Gales, OFM (País de Gales, século XIII — Paris, 1285) foi um escritor franciscano que escreveu em latim uma série de obras muito divulgadas na Idade Média.

## Vida
Chamado Johannes Guallensis em latim e John Waleys, ou of Wales, em inglês, ingressou na ordem dos franciscanos e, depois ser doutor em teologia, perto de 1260, ensinou na Universidade de Oxford. Perto de 1270 trasladou-se a Paris, onde ele viveu a maior parte dos anos que precederam a sua morte. 

## Obras
Teólogo moralista, grande admirador do mundo antigo, escreveu diversas obras, muito divulgadas, entre as quais destacam as seguintes:
- Breviloquium de philosophia, sive sapientia sanctorum (Brevilóquio de filosofia, ou sabedoria dos santos), traduzido ao catalão no século XV.
- Compendiloquium (Compendilóquio), resumo de história da filosofia.
- Communiloquium (Comunilóquio) ou Summa collationum (Suma de colações), manual de conversação para clérigos e predicadores, também traduzido ao catalão, no século XIV. 
  - Edição digital da edição incunábula de Colônia 1472
  - Edição digital da edição incunábula de Ulm 1481
  - Edição digital da edição incunábula de Estrasburgo 1489
  - Transcrição da edição de Augsburgo 1475
- Segunda edição dos Decretali (Quinque compilationes antiquae), também denominado "Decretales mediæ" ou "Decretales intermediæ".[1]